# Илов (Флеминг)
Илов (нем. Ihlow) — община в Германии, в земле Бранденбург.
Входит в состав района Тельтов-Флеминг. Подчиняется управлению Даме/Марк. Население составляет 773 человека (на 31 декабря 2010 года) (2007). Занимает площадь 47,54 км².
Коммуна подразделяется на 6 сельских округов.
| Год  | Население |
| ---- | --------- |
| 2005 | 848       |
| 2010 | 781       |